# Goldoni e le sue sedici commedie nuove

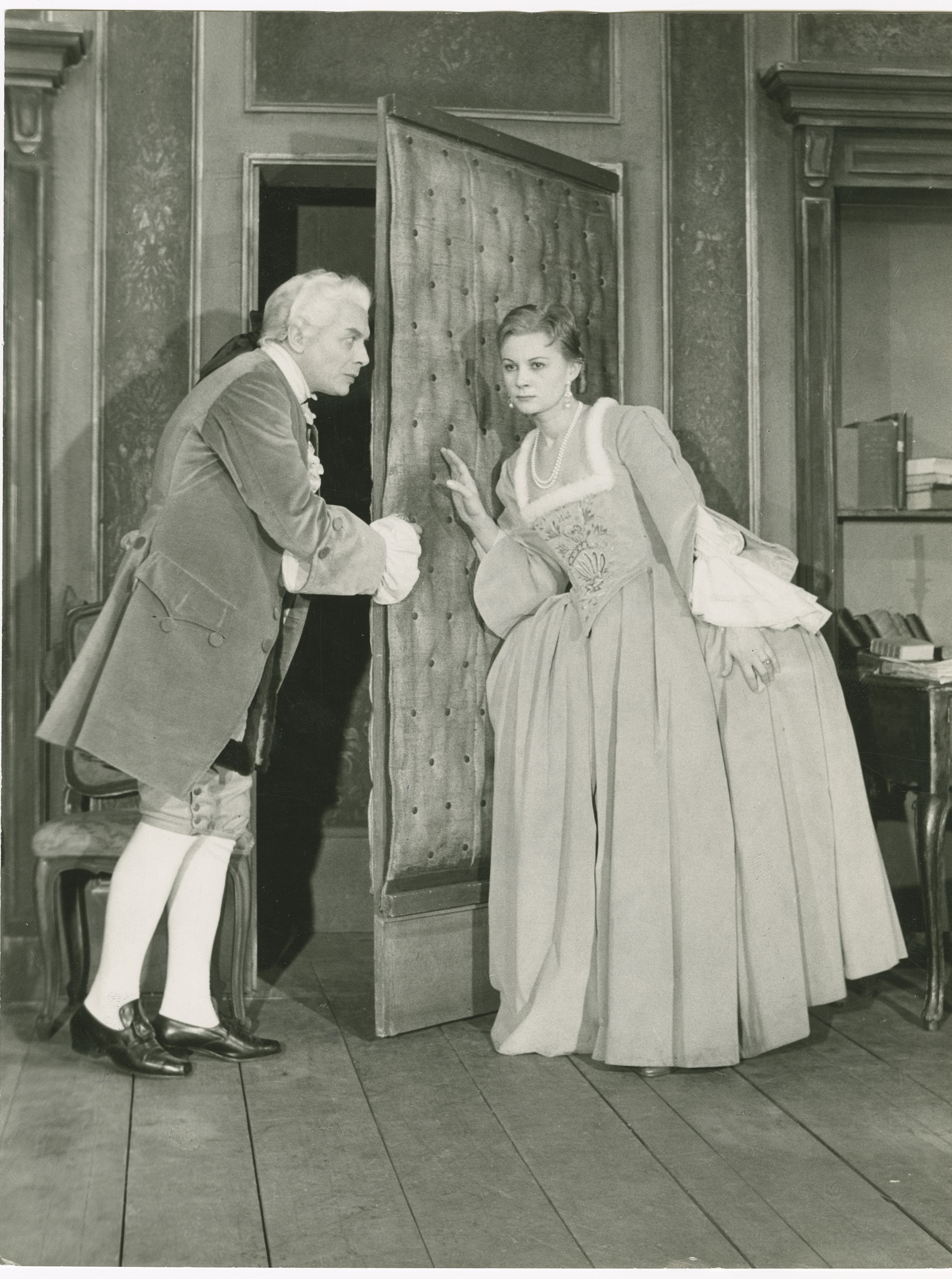
Piccolo Teatro di Milano. Tino Carraro e Valentina Fortunato in una scena della commedia.

Goldoni e le sue sedici commedie nuove è una commedia teatrale in quattro atti del drammaturgo modenese Paolo Ferrari. 
La commedia, scritta nel 1851, fu rappresentata per la prima volta nel 1853.
L'opera è una tra le più celebri commedie scritte da Paolo Ferrari.

## Rappresentazioni
- Rappresentata al Teatro Dal Verme di Milano il 19 febbraio 1915[1] con Luigi Carini (Goldoni), Nera Grossi Carini (Nicoletta), Emilio Zago (Grimani), Camillo Pilotto (Marzio), Calisto Bertramo (Sigismondo), Ugo Piperno (Medebac), Virginia Reiter (Placida), Ermete Novelli (Tita), Lyda Borelli (Rosina), Bella Starace Sainati (Norina), Alberto Giovannini (Paoletto), Antonio Gandusio (Don Pedro), Annibale Betrone (Don Fulgenzio), Febo Mari (Carlo Zigo), Maria Melato (Corallina), Aristide Baghetti (Bortolo), Ferruccio Benini (Un garzone di caffè), Edoardo Ferravilla (Avvisatore), Emma Gramatica (moglie dell'Avvisatore). I migliori artisti dell'epoca organizzarono una recita in onore di Virginia Reiter ed Ermete Novelli che si ritiravano dalle scene. L'incasso fu devoluto a beneficio dei danneggiati dal terremoto e dei sodalizi degli artisti drammatici)[2].
- Rappresentata al Teatro Nicolini di Firenze il 17 febbraio 1923, con Carlo Micheluzzi (Carlo Goldoni), Cesco Baseggio (Titta), Margherita Seglin.
- Rappresentata al Teatro Argentina di Roma il 18 dicembre 1943[3], regia di Guido Salvini, con Annibale Betrone (Goldoni), Elena Da Venezia (Nicoletta), Ruggero Ruggeri (Grimani), Gino Cervi (Marzio), Aldo Silvani (Sigismondo), Mario Gallina (Medebac), Andreina Pagnani (Placida), Sergio Tofano (Tito), Rina Morelli (Rosina), Adriana De Roberto (Norina), Vittorio De Sica (Paoletto), Luigi Almirante (Don Pedro), Gianni Agus (Don Fulgenzio), Silvio Rizzi (Carlo Zigo), Enrica Banfi (Corallina), Sandro Ruffini (Bortolo), Enrico Viarisio (Un garzone di caffè), Paolo Stoppa (Un altro garzone), Mario Pisu (Un servo di scena).
- Rappresentata al Piccolo Teatro di Milano il 23 dicembre 1957[4][5], trasmessa dalla Rai il 14 febbraio 1958[6], regia di Giorgio Strehler, scene di Luciano Damiani, costumi di Ezio Frigerio, musiche di Fiorenzo Carpi, maschere di Amleto Sartori, con Tino Carraro, Valentina Fortunato, Cesare Polacco, Andrea Matteuzzi, Ottavio Fanfani, Enzo Tarascio, Gabriella Giacobbe, Marcello Moretti, Relda Ridoni, Delia Bartolucci, Remo Varisco, Armando Alzelmo, Giancarlo Dettori, Antonio Battistella, Maria Grazia Antonini, Gianfranco Mauri.
- Produzione Rai trasmessa il 13 aprile 1973[7], regia di Sandro Sequi, scene di Franco Dattilo, costumi di Maria Teresa Palleri Stella, con Gastone Moschin (Carlo Goldoni), Francesca Benedetti, Nora Ricci, Marina Dolfin, Umberto D'Orsi, Maurizio Gueli, Alfredo Senarica, Francesca Siciliani, Duilio Del Prete, Adolfo Geri, Angela Cavo, Ezio Busso, Ferruccio De Ceresa, Giorgio Gusso, Ruggero De Daninos, Mario Bardella.

## Edizioni
- Paolo Ferrari, Goldoni e le sue sedici commedie nuove, in Opere drammatiche, Milano, Libreria editrice, 1877, vol. 1, pp. 1-199
- Paolo Ferrari, Goldoni e le sue sedici commedie nuove, in Il teatro italiano, Volume V, La commedia e il dramma borghese dell'Ottocento, tomo secondo, Einaudi editore, 1979